# Antonov An-22
Antonov An-22 "Antei" (ukrajinsko Ан-22 Антей, NATO oznaka "Cock") je štirimotorno turbopropelersko vojaško transportno letalo dizjanirano v biroju Antonov v Sovjetski zvezi. Ime je dobil po mitičnem starogrškem junaku Anteju. Je prvo sovjetsko širokotrupno letalo in največje propelersko letalo na svetu. Poganjajo ga štiri turbopropelerski motorji Kuznetsov NK-12, najmočnejši te vrste na svetu. Zunanji kraki kontrarotirajočih propelerjev se gibajo s hitrostjo večjo od zvoka, zato je letalo zelo glasno. Prvič se je pojavilo na zahodu leta 1965 na Pariškem sejmu.

## Tehnične specifikacije
- Posadka: 5–6
- Kapaciteta sedežev: 29 potnikov
- Tovor: 80.000 kg (176.350 lb)
- Dolžina: 57y9 m[15] (189 ft 11½ in),
- Razpon kril: 64,40 m (211 ft 4 in)
- Višina: 12,53 m (41 ft 1½ in)
- Površina kril: 345 m² (3.713 ft²)
- Prazna teža: 114.000 kg (251.325 lb)
- Največja vzletna teža: 250.000 kg (551.160 lb)
- Motor: 4 × Kuznecov NK-12MA 11.186 kW (15.000 KM) vsak
- Največja hitrost: 740 km/h (399 knots, 460 mph)
- Dolet: 5.000 km (2.00 nmi, 3,100 mi)z maks. tovorom, 10.950 km (5.905 nmi, 6.800 mi) z maks. gorivom in 45.000 kg (99.200 lb) tovorom